# Ли Сяошуан
Ли Сяошуа́н (кит. упр. 李小双, пиньинь Lǐ Xiǎoshuāng, р.1 ноября 1973) — китайский гимнаст, чемпион мира и олимпийский чемпион. Его имя в переводе означает «Младший из пары»; он является братом-близнецом другого китайского гимнаста — Ли Дашуана.

## Биография
Ли Сяошуан родился в 1973 году в уезде Мяньян провинции Хубэй. С 6-летнего возраста начал заниматься гимнастикой, в 1983 году вошёл в сборную провинции, в 1985 — в национальную сборную, затем из-за травмы вернулся в сборную провинции, в 1988 году снова вошёл в национальную сборную, затем снова вернулся в сборную провинции, и в 1989 году в третий раз стал членом национальной сборной.
В 1990 году Ли Сяошуан завоевал золотую медаль Азиатских игр в вольных упражнениях (и золотую — в составе команды); в 1991 году заработал в составе команды серебряную медаль чемпионата мира. В 1992 году на Олимпийских играх в Барселоне он завоевал золотую медаль в вольных упражнениях и бронзовую — в упражнениях на кольцах (а также серебряную — в составе команды). В 1993 году на Восточноазиатских играх в Шанхае Ли Сяошуан завоевал золотые медали в вольных упражнениях и упражнениях на брусьях (а также золотую в составе команды), а на соревнованиях в рамках Спартакиады народов КНР стал обладателем золотых медалей в 6 номинациях. В 1994 году на Азиатских играх он стал обладателем золотых медалей в вольных упражнениях и многоборье, серебряной — в упражнениях на кольцах, бронзовых — в упражнениях на коне и на брусьях (а также золотой — в составе команды); кроме того в 1994 году Ли Сяошуан стал обладателем золотой медали чемпионата мира среди команд и серебряной (в опорном прыжке) — индивидуального чемпионата мира. В 1995 году он завоевал золотую медаль чемпионата мира в многоборье, и серебряную — в вольных упражнениях (а также золотую в составе команды). В 1996 году на Олимпийских играх в Атланте Ли Сяошуан завоевал золотую медаль в многоборье и серебряную в вольных упражнениях (а также серебряную в составе команды). В 1997 году завершил спортивную карьеру.